# بنويد عليا
بنويد عليا هي قرية في مقاطعة نائين، إيران. عدد سكان هذه القرية هو 331 في سنة 2006.